# 本間篤史 (パラスポーツ選手)
本間 篤史（ほんま あつし、1971年2月3日 - ）は、北海道札幌市出身の車いすカーリング選手、車いすラグビー選手。かつてはモーグル選手として活躍していたが、大怪我を負った後、パラスポーツ競技に取り組んだ。

## 経歴
北海道札幌工業高等学校時代はアルペンスキー選手だったが高校卒業後、アサヒビールに入社した1989年からモーグル選手に転向した。
1998年長野オリンピックの指定強化選手にもなったが、同年3月、スキー滑走中に転倒し、頸椎損傷、第7頸骨粉砕骨折、第5,6頸骨ヒビの大怪我を負い、首から下が不自由になり車椅子生活を余儀なくされる。
2000年春にアサヒビールの社業に復帰。
大怪我からの復帰以降はパラスポーツに取り組み、チェアスキー、車いすラグビー、車いすカーリングなどに挑戦。車いすラグビーでは「REBEL」「SILVERBACKS」、車いすカーリングでは「チーム妹背牛」「チーム札幌」などに所属。
ほか、福祉活動にも取り組み、小学校などに出向き、障害者に対する考え方などについての講演活動や、車いすラグビーの魅力を伝える活動を行っている。
2022年時点では一般社団法人車いすカーリング協会のアスリート委員会委員で、同協会からの推薦で2018年6月より日本パラリンピック委員会アスリート委員会委員を務めていた。

## モーグル選手時代の主な成績
- フリースタイルスキー・ワールドカップ：1992年 猪苗代大会　6位
- 全日本フリースタイルスキー選手権大会：1991年 優勝
- フリースタイルスキー世界選手権：1993年 出場
- フリースタイルスキー・ノースアメリカンカップ：1994年　2位

## 著書
- モーグル上達完全マニュアル ターン&エア練習法+大会必勝ガイド+マテリアル（1994年12月、立風書房、ISBN 978-4651855295） - 中西久晴共著

## 映像作品
- 快適スキー モーグル上級編（1995年、立風書房）
- 快適スキー モーグル入門 テク&トレーニング（1997年、立風書房）